# 洋湖镇
洋湖镇，是中华人民共和国安徽省池州市东至县下辖的一个乡镇级行政单位。

## 行政区划
洋湖镇下辖以下地区：
洋湖村、迭山村、八音村、青峰村、珠虹村、龙丰村、南山村、泥黄村、永济村、高山村、北山村、金塔村、奠龙村和东风村。